# ویروم
ویروم (به هلندی: Wierum) یک منطقهٔ مسکونی در هلند است که در دونگرادیل واقع شده‌است. ویروم ۳۳۹ نفر جمعیت دارد.